# دالة مسافة متجهة

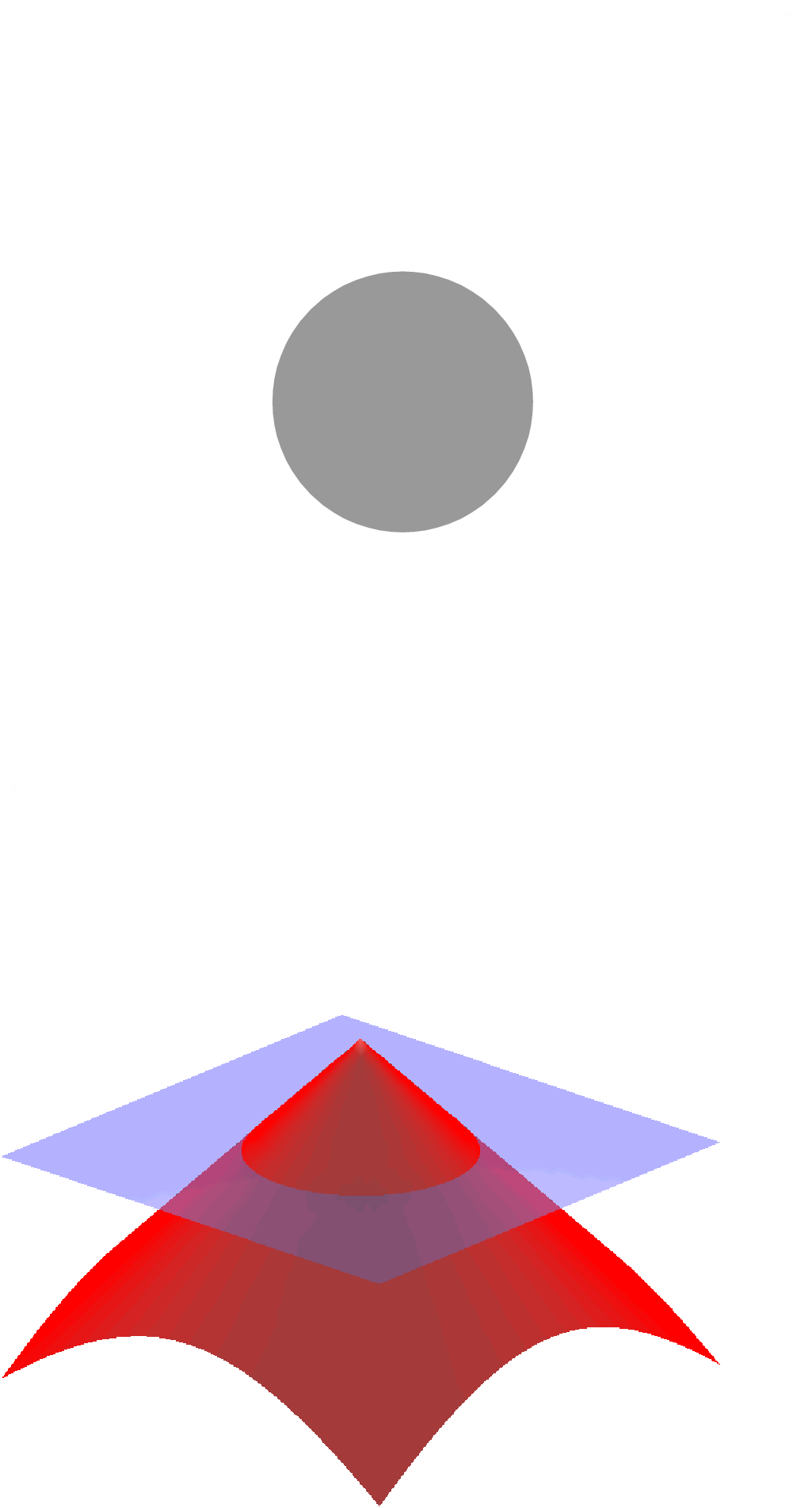
قرص (بالرمادي) مع دالته المتجهة. مستوى مُوضّح بالأزرق.

في الرياضيات وبعضِ تطبيقاتها، دالة المسافة المتجهة أو دالة المسافة المؤشرة (بالإنجليزية: Signed distance function) لمجموعةٍ في الفضاء المتري هي دالة تُحدد المسافة من نقطة معطاة مع إشارة تُحدّدُ اعتماداً على ما إذا كانت النقطة تقع ضمن هذه المجموعة أو لا. الدالة تُخرِجُ إشارةً موجبة إذا وقعت النقطة داخلها ثم تقل مع اقترابها لخارج المجموعة إلى أن تنعدم عند وقوعها عليها، وتكون سالبةً إذا وقعت خارجها. إلا أنَّ هذا التعريف قد يُعكَس أحياناً بناءً على صيغ البراهين الرياضية؛ أي يكون السالب داخلَ المجموعة والموجب خارجها.

## التعريف
إذا كانت {\displaystyle \Omega } مجموعةً جزئيةً من الفضاء المتري، و{\displaystyle x} نقطةً ما في الفضاء، فإنَّ المسافة المتجهة {\displaystyle f} تُعرَّفُ كالآتي:
{\displaystyle f(x)={\begin{cases}d(x,\partial \Omega )&{\mbox{ if }}x\in \Omega \\-d(x,\partial \Omega )&{\mbox{ if }}x\in \Omega ^{c}\end{cases}}}
حيث أنَّ {\displaystyle \partial \Omega } ترمز إلى حدود المجموعة الجزيئية من {\displaystyle \Omega } لكل {\displaystyle x\in X}:
{\displaystyle d(x,\partial \Omega ):=\inf _{y\in \partial \Omega }d(x,y)}